# Badmästare
En badmästare är en yrkesutbildad person som arbetar i en simhall. Badmästaren skall besitta fördjupade kunskaper i ämnen som vattenrening, livräddning, riskbedömning, riskanalyser, vattengymnastik, simundervisning och friskvård. Badmästaren är oftast arbetsledare eller chef på badanläggningen. Andra arbetsuppgifter som ofta ingår på en badanläggning är badbevakning. Förutom att arbeta som badmästare kan man även arbeta som simlärare eller badvakt

## Utbildning i Sverige
I Sverige finns badmästarutbildningen i Kristianstad, Skövde och i Skellefteå. Kristianstads och Skövdes utbildningar är på 18 månader heltid på plats medan Skellefteås utbildning är en distansutbildning på 18 månader som även innefattar park- och fritidsutbildning.